# 스하라역 (기후현)
스하라역(일본어: 洲原駅)은 일본 기후현 미노시에 위치한 나가라가와 철도 에쓰미난 선의 철도역이다. 단선 승강장 1면 1선 구조를 갖춘 지상역이다.

## 이용 현황
| 승차 인원 추이 | 승차 인원 추이     |
| 연도           | 1일 평균 승차 인원 |
| -------------- | ------------------ |
| 1999           | 104                |
| 2000           | 101                |
| 2001           | 105                |
| 2002           | 94                 |
| 2003           | 94                 |
| 2004           | 64                 |
| 2005           | 74                 |
| 2006           | 87                 |
| 2007           | 58                 |
| 2008           | 59                 |
| 2009           | 76                 |
| 2010           | 71                 |

## 역 주변
- 국도 제156호선
- 기후 현도 288호 시모코와미노스하라테이류조 선
- 기후 현도 324호 하쿠산미노 선

## 역사
- 1957년 4월 1일 : 일본국유철도의 미노스하라역으로서 개업. 여객 영업만.
- 1986년 12월 11일 : 일본국유철도 에쓰미난 선의 나가라가와 철도로의 전환에 의해 이 회사의 역이 됨. 동시에 스하라역으로 개칭.

## 인접 역
| 나가라가와 철도 에쓰미난 선    | 나가라가와 철도 에쓰미난 선 | 나가라가와 철도 에쓰미난 선 |
| ------------------------------ | --------------------------- | --------------------------- |
| 유노호라온센구치 미노오타 방면 | ■ 에쓰미난 선               | 한노 호쿠노 방면            |